# De Trazegnies
De Trazegnies, met een tak de Trazegnies d'Ittre, is de naam van een van de oudste Zuid-Nederlands adellijke, later: markgrafelijke geslachten dat opklimt tot de feodale tijd.

## Geschiedenis
De bewezen stamreeks begint met Daniel de Hamal, ridder, die tussen 1227 en 1255 een donatie doet aan de Onze-Lieve-Vrouwebasiliek (Tongeren). Zijn zoon Guillaume de Hamal, ridder, wordt genoemd in een charter van 1243, oudste vermelding van een lid van dit geslacht.
De eerste familie Trazegnies van die naam was een aloud geslacht dat bekend werd in het feodaal tijdperk, wiens stamslot het kasteel van Trazegnies was. De eerste familie Trazegnies liep ten einde bij Agnès de Trazegnies. Ze trouwde met een jong lid van de familie van de graven van Vlaanderen-Henegouwen, Eustache du Roeux, en hun nazaten namen de naam en de wapens Trazegnies aan. Hetzelfde scenario deed zich later opnieuw voor, toen een laatste naamdraagster Anne, erfdochter van Trazegnies, trouwde met Arnold van Hamal (†1456), heer van Elderen. Hun zoon, Anselm II van Trazegnies, nam de naam en de wapens Trazegnies voor zich.
In 1598 kende koning Filips II de persoonlijke titel van ridder toe aan Karel II van Trazegnies, die al baron was. In 1614 werd de baronie Trazegnies verheven tot markiezaat en alle afstammelingen droegen sindsdien de titel markies of markiezin. Financieel ging het de familie minder voor de wind. De oorlogen van de 16e eeuw en de verwoesting van stamslot door de troepen van de Franse koning Hendrik III hadden de familie geruïneerd. Zo komt het dat het grafmonument voor Karel II van Trazegnies (1560-1635) en zijn echtgenote Adrienne de Gavre in de Sint-Maartenkerk van Trazegnies is uitgevoerd in stucwerk. In de eeuwen erna werden verschillende adellijke titels toegekend door diverse vorsten.
In 1816, ten tijde van het Verenigd Koninkrijk der Nederlanden, werd Georges de Trazegnies (1762-1849) benoemd in de Ridderschap van de provincie Henegouwen en erkend in de erfelijke adel met de titel van markies, overdraagbaar op al zijn afstammelingen. Hetzelfde gebeurde voor een tweede, verwante tak, in de persoon van Gillion de Trazegnies d'Ittre (1772-1847). In 1843 werden ook de stamvaders van de derde en vierde tak erkend te behoren tot de Belgische adel, met overdraagbaarheid van de titel markies op alle mannelijke nakomelingen. Behalve de eerste (uitgestorven) tak dragen de andere drie takken de familienaam De Trazegnies d'Ittre.
Van de oudere takken mogen alle afstammelingen, ook de dochters, de titels van markies/markiezin voeren. Van de jongere takken mogen alle zonen de titel van markies voeren; de vrouwen voeren de titel van jonkvrouw.
In 2013 waren er nog elf mannelijke afstammelingen in leven, de laatste geboren in 2002. Alle leden van de jongste linie hebben hun woonplaats in Frankrijk.

Écartelé : aux I et IV, bandé d'or et d'azur, à l'ombre de lion, brochant sur le tout, à la bordure engrêlée de gueules (qui est Trazegnies) ; aux II et III, de gueules, à la fasce d'argent, accompagnée de trois losanges d'or (qui est de Wissocq

## Kasteel van Corroy-le-Château
In 1803 trouwde markies Gillion de Trazegnies d'Ittre (1772-1847) met Amélie gravin van Nassau-Corroy (1784-1832), erfdochter van het Kasteel van Corroy-le-Château en laatste telg van de tak Nassau-Corroy. Sinds 1809 is het kasteel in de familie De Trazegnies gebleven. 
Na discussies rond de erfenis van het echtpaar De Trazegnies-Nothomb werd het kasteel te koop geplaatst, teneinde de onverdeeldheid te beëindigen. De Belgische kunstenaar Wim Delvoye kocht het, maar uiteindelijk werd door terugkoop de bewoner, markies Olivier de Trazegnies (1943), de enige eigenaar. Hij bleef het kasteel bewonen, dat hij in 2010 overdroeg aan de Koninklijke Vereniging van Historische Woonsteden en Tuinen van België.

## Enkele telgen
Het echtpaar Philippe-Ignace Trazegnies (1685-1739) en Marie-Eleonore de Bode (1698-1755) had twee zonen.
- Joseph-Lothaire de Tragnezies (1733-1794) trouwde met Caroline de Namur (1739-1818).
  - Georges de Trazegnies (1762-1849) die trouwde met gravin Madeleine de Maldeghem (1785-1844). Een zoon en drie dochters. Tak uitgedoofd in 1862.
- Philippe-Ignace de Trazegnies (1685-1739) en Marie-Eleonore de Bode (1698-1755).
  - Eugène-Gillion de Trazegnies d'Ittre (1739-1803) trouwde met Marie-Victoire de Rifflart (1750-1806). Ze hadden twee zoons: 
    - Gillion de Trazegnies d'Ittre (1772-1847), officier in Oostenrijkse dienst, trouwde in 1803 met gravin Amalie Constance Marie van Nassau-Corroy (1784-1832), erfdochter van het Kasteel van Corroy-le-Château. Hun voornaamste nazaten zijn:
      - Charles de Trazegnies d'Ittre (1804-1865).
        - Edouard de Trazegnies d'Ittre (1839-1910), burgemeester van Corroy-le-Château.
          - Othon de Trazegnies d'Ittre (1868-1957), luitenant-kolonel der cavalerie, trouwde met jkvr. Marie-Charlotte de Fœstraets (1880-1957).
            - Jean de Trazegnies d'Ittre (1919-1982), die in 1941 trouwde met jkvr. Marie-Claire Nothomb (1917-2009), dochter van baron Pierre Nothomb (1887-1966), senator en schrijver.
              - Olivier de Trazegnies d'Ittre (°1943), huidig bewoner van het kasteel van Corroy-le-Château, historicus, schrijver en familiehoofd. Hij is ongehuwd en het familiehoofdschap zal overgaan op zijn broer en die zijn afstammelingen.

    - Charles Maximilien Philippe Eugène de Trazegnies (1774-1858), trouwde in 1810 met Marie-Anne d'Argenteau (1785-1822). Hij werd in 1816 erkend in de erfelijke adel met de titel markies. Er werd niet vermeld of de titel op de afstammelingen overging. Hij verwaarloosde het lichten van open brieven zodat hij niet in de adel was bevestigd. Aan zijn zonen werd in 1843 alsnog opnieuw adelserkenning verleend.
      - Octave de Trazegnies d'Ittre (1818-1860) verkreeg in 1843 erkenning in de erfelijke adel met de titel markies, overdraagbaar op alle mannelijke afstammelingen. Hij trouwde in 1841 met Antonie Dubois (1820-1876) en ze hadden twee dochters. Deze tak is dan ook met de dood van Octave in 1860 uitgedoofd. Hij was burgemeester van Ougrée.
      - Eugène de Trazegnies d'Ittre (1820-1874) verkreeg, zoals zijn broer, in 1843 erkenning in de erfelijke adel met de titel markies, overdraagbaar op alle mannelijke afstammelingen. Hij trouwde in 1853 Victorine Ventura de Mandy (1830-1910). Ze hadden drie kinderen, onder wie:
        - Victor de Trazignies d'Ittre (1855-1914), geneesheer in de Franse kolonies. Hij trouwde met Marie-Alix Foäche (1861-1925).
          - Eugène de Trazegnies d'Ittre (1887-1949), commissaris van de burgerlijke zeemacht, was getrouwd met Raymonde Chartier (1898-1992).